# Bramley (Hampshire)
Bramley – wieś w Anglii, w hrabstwie Hampshire, w dystrykcie Basingstoke and Deane. Leży 37 km na północny wschód od miasta Winchester i 68 km na zachód od Londynu.